# Guyniidae
Guyniidae  is een familie van neteldieren uit de klasse van de Anthozoa (bloemdieren). 

## Geslacht
- Guynia Duncan, 1873